# گایناکس
گایناکس (به ژاپنی: 株式会社 ガイナックス Kabushiki-gaisha Gainakkusu، به انگلیسی: GAINAX Co. , Ltd.‎) یک استودیوی پویانمایی ژاپنی است. این شرکت در سال ۱۹۸۱ توسط چند دانشجو به نام‌های هیدآکی آنو، یوشیوکی ساداموتو، تاکامی آکایی و شینجی هیگوچی، تحت نام Daicon Film بنیان نهاده شد. نام شرکت در سال ۱۹۸۵ به Gainax تغییر یافت.

## محصولات

### مجموعه‌های تلویزیونی
- نئون جنسیس اونگلیون
- گورن لاگان
- فولی کولی
- گورن لاگان
- کارئه کانو